# Lobos de Arga
Lobos de Arga és una pel·lícula espanyola de comèdia i terror protagonitzada per l'actor Gorka Otxoa i dirigida per Juan Martínez Moreno. Es va estrenar en gallec a TVG el 14 d'abril de 2014.

## Sinopsi
El 1910, la Marquesa dels Mariño de Arga va rebre una maledicció per part d'una gitana sentenciada a mort per la dona: quan el seu fill home compleixi 10 anys, aquest es convertirà en home llop. Després de caure la maledicció sobretot el poble, els veïns també es convertiran cada 100 anys.
Un segle després, Tomás Mariño, (Gorka Otxoa) un escriptor fracassat torna a Arga per a rebre un homenatge sense saber que tal "honor" és ser sacrificat en un ritual en el qual ha d'alimentar a la bèstia amb la seva pròpia sang per a detenir la maledicció.

## Elenc
- Gorka Otxoa: Tomás Mariño
- Carlos Areces: Calixto
- Secun de la Rosa: Mario
- Manuel Manquiña: Evaristo
- Luis Zahera: Sergent Guardia Civil
- Mabel Rivera: Rosa
- Kiko Carracedo: Quadriller d'Evaristo

## Producció
És una coproducció de Vaca Films i Telespan 2000, en la que hi va participar TVG. Es va rodar durant nou setmanes entre Galícia i Madrid i va comptar amb un pressupost de 5 milions d'euros, dels que una bona part es destinaren a efectes especials, maquillatge i caracteritzacions.

## Premis i nominacions
- 2011: Premi del públic al millor llargmetratge a la Setmana de Cinema Fantàstic i de Terror de Sant Sebastià.
- 2012: Premi del públic als Dead by Dawn Horror Film Festival (Escòcia).

Premis Mestre Mateo
| Any        | Categoria                     | Receptor                      | Resultat  |
| ---------- | ----------------------------- | ----------------------------- | --------- |
| 11a edició | Millor pel·lícula             | Tomás Cimadevilla             | Nominat   |
| 11a edició | Millor edició                 | Nacho Ruiz Capillas           | Nominat   |
| 11a edició | Millor maquillatge i pentinat | Raquel Fidalgo i Fermín Galán | Guanyador |